# Eugeniusz Nowakiewicz
Eugeniusz Jan Adam Nowakiewicz (ur. 2 stycznia 1920 w Jaśle, zm. 5 stycznia 1998 w Manchesterze) – kapitan pilot Wojska Polskiego, kapitan (ang. Flight Lieutnant) Królewskich Sił Powietrznych.

## Życiorys
W Jaśle ukończył szkołę powszechną. W 1936 uzyskał małą maturę. W tym samym roku rozpoczął naukę w Szkole Podoficerów Lotnictwa dla Małoletnich w Bydgoszczy (od 1938 w Krośnie). W 1939, po ukończeniu szkoły, został wcielony do 2 pułku lotniczego w Krakowie i przydzielony do 123 eskadry myśliwskiej.
Po kampanii wrześniowej, przez Rumunię dotarł do Francji i walczył w stopniu kaprala w kluczu porucznika pilota Władysława Goethela (klucz frontowy nr 6 "Go" przy GC II/7). Najskuteczniejszy Polak w kampanii francuskiej (3 i 5/6 zestrzeleń pewnych i 1/2 uszkodzenia) – latał na samolotach Morane-Saulnier MS.406 i Dewoitine D.520
Z Francji przedostał się do Wielkiej Brytanii (numer służbowy P-783583) i po krótkim przeszkoleniu, już w dniu 20 sierpnia 1940 roku, został on skierowany do 302 dywizjonu myśliwskiego. Latał na myśliwcach Hawker Hurricane; m.in. 8 maja 1941 roku zestrzelił myśliwiec Bf 109F nad kanałem La Manche
1 czerwca 1942 został mianowany na stopień podporucznika (otrzymał wówczas nowy numer służbowy P-1913).
23 lipca 1942 zestrzelony w Pont de Brique, niedaleko od Boulogne. Ukrywał się, lecz w końcu został aresztowany i umieszczony w obozie jenieckim Stalag Luft III w Żaganiu. Uwolniony z obozu 2 maja 1945.
Od 1947 roku mieszkał w Manchesterze, w Wielkiej Brytanii. Zmarł w dniu 5 stycznia 1998 roku.

## Zwycięstwa powietrzne
Na liście Bajana figuruje na 44. pozycji z 4 i 5/6 pewnymi, 1 prawdopodobnym i 1 uszkodzonymi samolotami.
Zestrzelenia pewne:
- He-111 – 4 czerwca 1940
- Do-17 – 15 czerwca 1940
- 1 ? – 1940
- 5/6 ? – 1940
- Bf 109F – 8 maja 1941[a]

Uszkodzenia:
- 1/2 ? – 1940
- Ju-88 – 18 października 1940
- 1/2 Ju-88 – 13 marca 1941

## Ordery i odznaczenia
- Krzyż Srebrny Orderu Virtuti Militari nr 8984
- Krzyż Walecznych trzykrotnie
- Medal Lotniczy dwukrotnie
- Krzyż Wojenny (Francja)
- Gwiazda za Wojnę 1939–1945 z klamrą (Wielka Brytania)
- Gwiazda Lotniczych Załóg w Europie (Wielka Brytania)
- Medal Wojny 1939–1945 (Wielka Brytania)
- Medal Obrony (Wielka Brytania)